# Многочлен Джонса
Многочлен Джонса — поліноміальний інваріант вузла, який зіставляє кожному вузлу або зачепленню многочлен Лорана від формальної змінної {\displaystyle t^{1/2}} з цілими коефіцієнтами. Побудував Воен Джонс в 1984 році.

## Визначення через дужку Кауфмана
Для заданого орієнтованого зачеплення {\displaystyle L} визначається допоміжний многочлен:
{\displaystyle X(L)=(-A^{3})^{-w(L)}\langle L\rangle },
де {\displaystyle w(L)} — число закрученості діаграми {\displaystyle L}, а {\displaystyle \langle L\rangle } — дужка Кауфмана. Число закрученості визначається як різниця між числом додатних перехресть {\displaystyle L_{+}} і числом від'ємних перехресть {\displaystyle L_{-}} і не є інваріантом вузла: воно не зберігається під час перетворень Рейдемейстера I типу.
{\displaystyle X(L)} — інваріант вузла, оскільки він інваріантний відносно всіх трьох перетворень Рейдемейстера діаграми {\displaystyle L}. Інваріантність відносно перетворень II і III типів випливає з інваріантності дужки Кауфмана і числа закрученості відносно цих перетворень. Навпаки, для перетворення I типу дужка Кауфмана множиться на {\displaystyle -A^{\pm 3}}, що точно компенсується зміною на +1 або -1 числа закрученості {\displaystyle w(L)}.
Многочлен Джонса визначається з {\displaystyle X(L)} підстановкою:
{\displaystyle A=t^{-1/4}},
кінцевий вираз є многочленом Лорана від змінної {\displaystyle t^{1/2}}.

## Визначення через представлення групи кіс
Оригінальне визначення Джонса використовує операторну алгебру і поняття сліду подання кіс, що виникло в статистичній механіці (модель Поттса).
Теорема Александера стверджує, що будь-яке зачеплення {\displaystyle L} є замиканням коси з {\displaystyle n} нитками, тому можна визначити подання {\displaystyle \rho } групи кіс {\displaystyle B_{n}} з {\displaystyle n} нитками на алгебрі Темперлі — Ліба {\displaystyle TL_{n}} з коефіцієнтами з {\displaystyle \mathbb {Z} [A,A^{-1}]} і {\displaystyle \delta =-A^{2}-A^{-2}}. Стандартна твірна коси {\displaystyle \sigma _{i}} дорівнює {\displaystyle A\cdot e_{i}+A^{-1}\cdot 1}, де {\displaystyle 1,e_{1},e_{2},...,e_{n-1}} — стандартні твірні алгебри Темперлі — Ліба. Для слова {\displaystyle \sigma } коси {\displaystyle L} обчислюється {\displaystyle \sigma ^{n-1}tr\rho (\sigma )}, де {\displaystyle tr} — слід Маркова, в результаті отримуємо {\displaystyle \langle L\rangle }, де {\displaystyle \langle } {\displaystyle \rangle } — дужковий поліном.
Перевага цього підходу полягає в тому, що вибравши аналогічні подання в інших алгебрах, таких як подання {\displaystyle R}-матриць, можна прийти до узагальнень інваріантів Джонса (наприклад, таким є поняття {\displaystyle k}-паралельного полінома Джонса).

## Визначення через скейн-співвідношення
Многочлен Джонса однозначно задається тим, що він дорівнює 1 на будь-якій діаграмі тривіального вузла, і таким скейн-співвідношенням:
{\displaystyle (t^{1/2}-t^{-1/2})V(L_{0})=t^{-1}V(L_{+})-tV(L_{-})},
де {\displaystyle L_{+}}, {\displaystyle L_{-}}, і {\displaystyle L_{0}} — три орієнтованих діаграми зачеплення, що збігаються скрізь, крім малої ділянки, де їхня поведінка відповідно є додатним і від'ємним перетинами і гладким проходом без спільних точок:

## Кольоровий многочлен Джонса
Для додатного цілого числа {\displaystyle N}, {\displaystyle N}-колірний многочлен Джонса {\displaystyle V_{N}(L,t)} — це узагальнення многочлена Джонса. Це інваріант Решетіхіна — Тураєва, пов'язаний із {\displaystyle (N+1)}-незвідним представленням квантової групи {\displaystyle U_{q}({\mathfrak {sl}}_{2})}. У цій схемі многочлен Джонса є 1-колірним многочленом Джонса, інваріантом Решетіхіна — Тураєва, пов'язаним із стандартним представленням (незвідним і двовимірним) {\displaystyle U_{q}({\mathfrak {sl}}_{2})}. Вважають, що нитки зачеплення «забарвлені» представленням, звідси й назва.
Загальніше, якщо дано зачеплення {\displaystyle L} із {\displaystyle k} компонентів і представлення {\displaystyle V_{1},\ldots ,V_{k}} з {\displaystyle U_{q}({\mathfrak {sl}}_{2})}, то {\displaystyle (V_{1},\ldots ,V_{k})}-колірний многочлен Джонса {\displaystyle V_{V_{1},\ldots ,V_{k}}(L,t)} — це інваріант Решетіхіна — Тураєва, пов'язаний із {\displaystyle V_{1},\ldots ,V_{k}} (тут ми припускаємо, що компоненти впорядковані). За наявності двох представлень {\displaystyle V} і {\displaystyle W}, кольорові многочлени Джонса задовольняють такі дві властивості:
- {\displaystyle V_{V\oplus W}(L,t)=V_{V}(L,t)+V_{W}(L,t)},
- {\displaystyle V_{V\otimes W}(L,t)=V_{V,W}(L^{2},t)}, де {\displaystyle L^{2}} позначає кабельна сума[прояснити: ком.] двох {\displaystyle L}.

Ці властивості виводяться з того факту, що кольорові многочлени Джонса є інваріантами Решетіхіна — Тураєва.
Нехай {\displaystyle K} — вузол. Згадаймо, що, розглядаючи діаграму {\displaystyle K} як елемент алгебри Темперлі-Ліба завдяки дужці Кауфмана, можна відновити многочлен Джонса від {\displaystyle K}. Подібно, {\displaystyle N}-колірний многочлен Джонса для {\displaystyle K} можна комбінаторно описати за допомогою ідемпотентів Джонса — Венцля так:
- візьмемо {\displaystyle N}-кабельну суму {\displaystyle K^{N}} вузлів {\displaystyle K};
- розглянемо її як елемент алгебри Темперлі — Ліба;
- вставимо ідемпотенти Джонса — Венцля в деякі {\displaystyle N} паралельних ниток.

Отриманий елемент {\displaystyle \mathbb {Q} (t)} є {\displaystyle N}-колірним многочленом Джонса.

## Зв'язок з іншими теоріями
Теорія Черна — Саймонса описує топологічний порядок у станах дробового квантового ефекту Холла. З точки зору математики теорія Черна — Саймонса цікава тим, що дозволяє обчислювати інваріанти вузлів, такі як многочлен Джонса.
2000 року Михайло Хованов побудував ланцюговий комплекс для вузлів і зачеплень і показав, що гомології цього комплексу є інваріантом вузлів (гомології Хованова). Ця теорія гомологій є категорифікацією многочлена Джонса, тобто многочлен Джонса є ейлеровою характеристикою для цієї гомології.

## Властивості
Многочлен Джонса має багато чудових властивостей.
Для зачеплень з непарним числом компонент (зокрема, для вузлів) усі степені змінної {\displaystyle t} у многочлені Джонса цілі, а для зачеплень з парним числом компонент — напівцілі.
Многочлен Джонса зв'язної суми вузлів дорівнює добутку поліномів Джонса доданків, тобто:
{\displaystyle V(L_{1}\#L_{2})=V(L_{1})V(L_{2})}.
Многочлен Джонса незв'язної суми вузлів дорівнює:
{\displaystyle V(L_{1}\cup L_{2})=-(t^{-1/2}+t^{1/2})V(L_{1})V(L_{2})}.
Многочлен Джонса об'єднання зачеплення {\displaystyle L} і тривіального вузла дорівнює:
{\displaystyle V(L\cup O)=-(t^{-1/2}+t^{1/2})V(L)}.
Для {\displaystyle L^{*_{k}}} орієнтованого зачеплення, одержаного із заданого орієнтованого зачеплення {\displaystyle L} заміною орієнтації деякої компоненти {\displaystyle k} на протилежну, має місце:
{\displaystyle V_{L^{*}}=t^{-3\cdot \lambda }\cdot V(L)},
де {\displaystyle \lambda } — це коефіцієнт зачеплення компоненти {\displaystyle k} і {\displaystyle L-k}.
Многочлен Джонса не змінюється за обернення вузла, тобто після заміни напрямку обходу на протилежний (зміні орієнтації).
Дзеркально-симетричний образ зачеплення має многочлен Джонса, отримуваний заміною {\displaystyle t} на {\displaystyle t^{-1}} (властивість легко перевірити з використанням визначення через дужку Кауфмана).
Якщо {\displaystyle K} — вузол, то:
{\displaystyle V_{K}(e^{2\pi i/3})=1}.
Значення многочлена Джонса для вузла {\displaystyle L} з числом компонент зачеплення {\displaystyle p} в точці 1:
{\displaystyle V_{L}(1)=(-2)^{p-1}}.
Многочлен Джонса {\displaystyle (m,n)}-торичного вузла:
{\displaystyle V(t)={\frac {t^{\frac {(m-1)\cdot (n-1)}{2}}\cdot (1-t^{m+1}-t^{n+1}+t^{m+n})}{1-t^{2}}}}.

## Відкриті проблеми
2003 року побудовано сімейство нетривіальних зачеплень із многочленом Джонса рівним многочлену Джонса тривіального зачеплення, при цьому невідомо, чи існує нетривіальний вузол, многочлен Джонса якого є таким самим, як у тривіального вузла. 2017 року побудовано сімейство нетривіальних вузлів {\displaystyle K_{r}} з {\displaystyle 20\cdot 2^{r-1}+1} перетинами, для яких многочлен Джонса {\displaystyle V(K_{r})} порівнянний з одиницею за модулем {\displaystyle 2^{r}}.